# Antonio María Cascajares y Azara
Antonio María Cascajares y Azara (né le 2 mars 1834 à  Calanda et mort le 27 juillet 1901 à Calahorra) est un cardinal espagnol de la fin du XIXe siècle. 

## Biographie
Cascajares est doyen de l'archidiocèse de Burgos. Il est élu évêque titulaire de Dora (de) en 1882, évêque de Calahorra y La Calzada en 1884 et archevêque de Valladolid en 1891. Le pape Léon XIII  le crée cardinal lors du consistoire du  29 novembre 1895.

## Source
- Fiche du cardinal sur le site de la FIU